# Sección Mesobalanus
La sección Mesobalanus era una sección del subgénero Quercus pertenecientes a la familia de las fagáceas. Actualmente y tras la última revisión infragenérica del género (Denk et al. 2017), este grupo se incluye dentro de la sección Quercus.
Formaban parte de este grupo roble húngaro y sus parientes de Europa y Asia. 

## Especies
- Quercus canariensis -  Norte de África y España
- Quercus dentata -  Asia oriental
- Quercus frainetto -  Europa suroriental
- Quercus macranthera -  Asia occidental
- Quercus pontica -  Asia occidental
- Quercus pyrenaica - suroeste de Europa
- Quercus vulcanica -  suroeste de  Asia